# Consejo de Coordinación de la Oposición Rusa

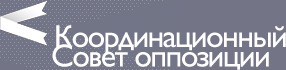
Logotipo del Consejo de Coordinación de la Oposición Rusa.

El Consejo de Coordinación de la Oposición Rusa (en inglés: Russian Opposition Coordination Council, siglas OCC; en ruso: Координационный совет российской оппозиции, КСО – Koordinatsionnyy sovet rossiyskoy oppozitsii, KSO) fue un consejo creado en octubre de 2012 a la par que las Protestas en Rusia de 2011-2013. Debido a la naturaleza fracturada de la oposición, en junio de 2012 los activistas decidieron crear un Consejo de Coordinación de la Oposición (OCC) de 45 miembros, que trataría de coordinar y dirigir la disidencia en Rusia.
Las Elecciones para el consejo se llevaron a cabo del 20 al 22 de octubre de 2012. 170.000 personas se habían registrado en una página web, de los que solo 98.000 habían sido clasificados como "verificados" y de estos, 82.000 emitieron su voto.  El consejo se disolvió en octubre de 2013.

## Miembros electos
La mayoría de los votos fueron a parar a Alekséi Navalni.

#### Activistas independientes
1. Alekséi Navalny
2. Dmitri Bykov
3. Garri Kaspárov
4. Ksenia Sobchak
5. Iliá Yashin
6. Mijaíl Guelfand
7. Yevgueniya Chirikova
8. Mijaíl Shats
9. Vladimir Ashurkov
10. Dmitry Gudkov
11. Tatyana Lazareva
12. Sergey Parkhomenko
13. Filipp Dzyadko
14. Gennady Gudkov
15. Lyubov Sobol
16. Boris Nemtsov
17. Olga Romanova
18. Oleg Kashin
19. Andrey Illarionov
20. Sergei Udaltsov
21. Vladimir Vladimirovich Kara-Murza
22. Rustem Adagamov
23. Aleksandr Ivanovich Vinokurov
24. Maxim Katz
25. Suren Gazaryan
26. Georgy Alburov
27. Andrey Piontkovsky
28. Vladimir Mirzoyev
29. Oleg Shein
30. Vladislav Naganov

#### Políticos de izquierda
1. Alexey Gaskarov
2. Ekaterina Aitova
3. Aleksandr Nikolaev
4. Akim Palachev
5. Leonid Razvozzhayev

#### Políticos liberales
1. Sergey Davidis
2. Andrey Pivovarov
3. Anton Dolgikh
4. Anna Karetnikova
5. Pyotr Tsarkov

#### Políticos nacionalistas
1. Daniil Konstantinov
2. Ogor Artemov
3. Nikolay Bondarik
4. Konstantin Krylov
5. Vladimir Tor